# Ignaz Friedrich Tausch
Ignaz Friedrich Tausch (29 gennaio 1793 – Praga, 8 settembre 1848) è stato un botanico boemo.

## Biografia
Tausch nacque il 29 gennaio 1793 in Boemia da un mastro birraio. Nella sua giovinezza, Tausch visitò un istituto di istruzione superiore nella città di Schlackenwerth, che suscitò in lui la curiosità per la botanica. Dal 1809 al 1812 frequentò l'Università Carolina di Praga, dove studiò filosofia, medicina e botanica. Dal 1815 al 1826 prestò servizio come professore di botanica presso il giardino botanico di Emmanuel Canal a Praga. Dal 1821 fino alla sua morte fu membro dell'Accademia di Torino e nel 1843 divenne presidente della Società Boema di Orticoltura. Morì a Praga l'8 settembre 1848, all'età di 55 anni.